# Chalid Maddah
Chalid Maddah (Khaled Meddah, ar. خالد مداح ;ur. 4 marca 1978) – algierski judoka. Dwukrotny olimpijczyk. Odpadł w eliminacjach w Sydney 2000 i Atenach 2004. Walczył w wadze średniej.
Uczestnik mistrzostw świata w 2001 i 2003. Startował w Pucharze Świata w 2000 i 2001. Wicemistrz igrzysk śródziemnomorskich w 2001. Brązowy medalista igrzysk afrykańskich w 1999 i 2003. Czterokrotny medalista mistrzostw Afryki w latach 2000 - 2005.

## Letnie Igrzyska Olimpijskie 2000
| Konkurencja | Eliminacje               | Klas. końcowa |
| Konkurencja | Przeciwnik I             | Miejsce       |
| ----------- | ------------------------ | ------------- |
| 90 kg       | Skander Hachicha (TUN) P | I runda.      |

## Letnie Igrzyska Olimpijskie 2004
| Konkurencja | Eliminacje              | Klas. końcowa |
| Konkurencja | Przeciwnik I            | Miejsce       |
| ----------- | ----------------------- | ------------- |
| 90 kg       | Carlos Honorato (BRA) P | I runda.      |